# Caroxylon
Genre
Synonymes
- Muratina Maire

- Nitrosalsola Tzvelev
- Sarcomorphis Bojer ex Moq.

Les Caroxylon sont un genre de plantes florissantes arbustives de la famille des Amaranthaceae que l'on trouve dans les régions sèches.

## Espèces
- Caroxylon abarghuense (Assadi) Akhani & Roalson
- Caroxylon acocksii (Botsch.) Mucina
- Caroxylon adiscum (Botsch.) Mucina
- Caroxylon adversariifolium (Botsch.) Mucina
- Caroxylon aegaeum (Rech.f.) Akhani & Roalson
- Caroxylon aellenii (Botsch.) Mucina
- Caroxylon agrigentinum (Guss.) C.Brullo, Brullo, Giusso, Guarino & Iamonico
- Caroxylon albidum (Botsch.) Theodorova
- Caroxylon albisepalum (Aellen) Mucina
- Caroxylon aphyllum (L.f.) Tzvelev
- Caroxylon apiciflorum (Botsch.) Mucina
- Caroxylon apterygeum (Botsch.) Mucina
- Caroxylon arabicum (Botsch.) Akhani & Roalson
- Caroxylon araneosum (Botsch.) Akhani & Roalson
- Caroxylon arboreum (C.A.Sm. ex Aellen) Mucina
- Caroxylon armatum (C.A.Sm. ex Aellen) Mucina
- Caroxylon aroabicum (Botsch.) Mucina
- Caroxylon atratum (Botsch.) Mucina
- Caroxylon barbatum (Aellen) Mucina
- Caroxylon caffrum (Sparrm.) Mucina
- Caroxylon calluna (Drège ex C.H.Wright) Theodorova ex Mucina
- Caroxylon campylopterum (Botsch.) Mucina
- Caroxylon carpathum (P.H.Davis) Akhani & Roalson
- Caroxylon cauliflorum (Botsch.) Mucina
- Caroxylon ceresicum (Botsch.) Mucina
- Caroxylon chorassanicum (Botsch.) Akhani & Roalson
- Caroxylon columnare (Botsch.) Theodorova
- Caroxylon contrariifolium (Botsch.) Mucina
- Caroxylon cryptopterum (Aellen) Mucina
- Caroxylon cyclophyllum (Baker) Akhani & Roalson
- Caroxylon dealatum (Botsch.) Mucina
- Caroxylon decussatum (C.A.Sm. ex Botsch.) Mucina
- Caroxylon dendroides (Pall.) Tzvelev
- Caroxylon denudatum (Botsch.) Mucina
- Caroxylon dinteri (Botsch.) Mucina
- Caroxylon divaricatum Moq.
- Caroxylon dolichostigmum (Botsch.) Mucina
- Caroxylon dzhungaricum (Iljin) Akhani & Roalson
- Caroxylon ericoides (M.Bieb.) Akhani & Roalson
- Caroxylon esterhuyseniae (Botsch.) Mucina
- Caroxylon etoshense (Botsch.) Mucina
- Caroxylon exalatum (Botsch.) Mucina
- Caroxylon forcipitatum (Iljin) Akhani & Roalson
- Caroxylon gaetulum (Maire) Akhani & Roalson
- Caroxylon garubicum (Botsch.) Mucina
- Caroxylon geminiflorum (Fenzl ex C.H.Wright) Mucina
- Caroxylon gemmascens (Pall.) Tzvelev
- Caroxylon gemmatum (Botsch.) Mucina
- Caroxylon gemmiferum  (Botsch.) Mucina
- Caroxylon gemmiparum (Botsch.) Mucina
- Caroxylon genistoides (Juss. ex Poir.) Pau
- Caroxylon giessii (Botsch.) Mucina
- Caroxylon glabrescens (Burtt Davy) Akhani & Roalson
- Caroxylon glabrum (Botsch.) Mucina
- Caroxylon henriciae (I.Verd.) Mucina
- Caroxylon hoanibicum (Botsch.) Mucina
- Caroxylon hottentotticum (Botsch.) Mucina
- Caroxylon huabicum (Botsch.) Mucina
- Caroxylon humifusum (C.A.Sm. ex A.E.Brueckner) Theodorova
- Caroxylon iljinii (Botsch.) Akhani
- Caroxylon imbricatum (Forssk.) Moq.
- Caroxylon inapertum (Botsch.) Mucina
- Caroxylon incanescens (C.A.Mey.) Akhani & Roalson
- Caroxylon inerme (Forssk.) Akhani & Roalson
- Caroxylon jordanicola (Eig) Akhani & Roalson
- Caroxylon kalaharicum (Botsch.) Mucina
- Caroxylon kleinfonteini (Botsch.) Mucina
- Caroxylon koichabicum (Botsch.) Mucina
- Caroxylon laricinum (Pall.) Tzvelev
- Caroxylon littoralis (Moq.) Akhani & Roalson
- Caroxylon marginatum (Botsch.) Mucina
- Caroxylon melananthum (Botsch.) Mucina
- Caroxylon merxmuelleri (Aellen) Mucina
- Caroxylon micrantherum (Botsch.) Sukhor.
- Caroxylon microtrichum (Botsch.) Mucina
- Caroxylon minutifolium (Botsch.) Mucina
- Caroxylon mirabile (Botsch.) Mucina
- Caroxylon namaqualandicum (Botsch.) Mucina
- Caroxylon namibicum (Botsch.) Mucina
- Caroxylon nigrescens (C.A.Sm. ex I.Verd.) Mucina
- Caroxylon nitrarium (Pall.) Akhani & Roalson
- Caroxylon nodulosum Moq.
- Caroxylon nollothense (Aellen) Mucina
- Caroxylon okaukuejense (Botsch.) Mucina
- Caroxylon omaruruense (Botsch.) Mucina
- Caroxylon orientale (S.G.Gmel.) Tzvelev
- Caroxylon parviflorum (Botsch.) Mucina
- Caroxylon passerinum (Bunge) Akhani & Roalson
- Caroxylon patentipilosum (Botsch.) Mucina
- Caroxylon pearsonii (Botsch.) Mucina
- Caroxylon persicum (Bunge ex Boiss.) Akhani & Roalson
- Caroxylon phillipsii (Botsch.) Mucina
- Caroxylon pillansii (Botsch.) Mucina
- Caroxylon procerum (Botsch.) Mucina
- Caroxylon ptilopterum (Botsch.) Mucina
- Caroxylon pulvinatum (Botsch.) Akhani & Roalson
- Caroxylon rabieanum (C.A.Sm. ex I.Verd.) Mucina
- Caroxylon robinsonii (Botsch.) Mucina
- Caroxylon roshevitzii (Iljin) Akhani & Roalson
- Caroxylon ruschii (Aellen) Mucinav
- Caroxylon schreiberae (Botsch.) Mucina
- Caroxylon scleranthum (C.A.Mey.) Akhani & Roalson
- Caroxylon scopiforme (Botsch.) Mucina
- Caroxylon seminudum (Botsch.) Mucina
- Caroxylon sericatum (Botsch.) Mucina
- Caroxylon seydelii (Botsch.) Mucina
- Caroxylon smithii (Botsch.) Mucina
- Caroxylon spenceri (Botsch.) Mucina
- Caroxylon spinescens (Moq.) Akhani & Roalson
- Caroxylon squarrosulum (Botsch.) Mucina
- Caroxylon stenopterum (Wagenitz) Akhani & Roalson
- Caroxylon swakopmundi (Botsch.) Mucina
- Caroxylon tetragonum (Delile) Moq.
- Caroxylon tetramerum (Botsch.) Mucina
- Caroxylon tetrandrum (Forssk.) Akhani & Roalson
- Caroxylon tuberculatiforme (Botsch.) Mucina
- Caroxylon tuberculatum Moq.
- Caroxylon turkestanicum (Litv.) Akhani & Roalson
- Caroxylon ugabicum (Botsch.) Mucina
- Caroxylon unjabicum (Botsch.) Mucina
- Caroxylon verdoorniae (Toelken) Mucina
- Caroxylon vermiculatum (L.) Akhani & Roalson
- Caroxylon villosum (Schult.) Akhani & Roalson
- Caroxylon volkensii (Schweinf. & Asch.) Akhani & Roalson
- Caroxylon warmbadicum (Botsch.) Mucina
- Caroxylon yazdianum (Assadi) Akhani & Roalson
- Caroxylon zeyheri Moq.